# Canale 7
Canale 7 è stata un'emittente televisiva operante in provincia di Latina, precisamente nelle zone di Fondi, Itri, Sperlonga, Monte San Biagio e Lenola. In passato ha aderito ai circuiti nazionali TivuItalia e Supersix.

## Storia
Canale 7 nacque nel 1985 a Fondi, in provincia di Latina, per iniziativa dell'imprenditore Demetrio Rotunno e di Sergio Marino, un poliziotto privato appassionato di tv. 
La sua prima sede era in via Verdi, 7, a Fondi. 
Negli anni Ottanta l’emittente proponeva un tg locale, il programma Quiz mania, rubriche varie e sport locale.
Rilevata da Ettore Iudicone, negli anni Novanta si strutturò come emittente comunitaria. 
Alla fine del decennio, direttore dell’emittente diventò Andrea Marcantonio che, dopo esserne stato per anni collaboratore, nel suo nuovo incarico decise di rilanciarla. Lavoravano al suo fianco Clarita Ialongo (poi a Mediaset) e Stefano Nesti. Canale 7 si aggiornò alle nuove tecnologie vivendo una delle stagioni più felici della sua storia. 
Dopo essere stata affiliata ai circuiti nazionali TivuItalia e Supersix, la rete ripeté in alcuni orari della giornata i programmi del canale nazionale Sat 2000.
Nel 2001 presidente di Canale 7 diventò Stefano Nardone, che ristrutturò totalmente il suo organigramma. 
La sede fu spostata in via Arnale Rosso, 31. 
Nel palinsesto dell’emittente, l’informazione locale ha fin dalle origini un posto determinante: molto seguito ed apprezzato è, infatti, il Tg7. Canale 7 è una delle poche emittenti italiane che hanno presentato online la propria storia, grazie a Monia Morrocco, caporedattrice. La sua area di copertura è quella del comprensorio di Fondi, Itri, Sperlonga, Monte San Biagio e Lenola, comuni in provincia di Latina.

## Programmi

### Notizie
- Tg7

### Intrattenimento
- Quiz mania

## Personale

### Redazione fissa
- Stefano Nesti, direttore di produzione e direttore commerciale
- Gaetano Orticelli, direttore della testata giornalistica
- Giulio Solari, tecnico dell’alta e bassa frequenza
- Angelica Migliozzi, conduttrice
- Maria Assunta Muccitelli, conduttrice
- Pietro Aresti, conduttore

### Collaboratori
- Monia Marrocco
- Marco Marcantonio
- Piero Aresti
- Antonio di Trento
- Nice Rinaldi
- Marzia Simeone
- Paola Matruglio
- Luana Cascone
- Rosa Oliva
- Giangabriele Mattei
- Giuseppe Costantino
- Antonio Di Fazio
- Rocco Trani
- Antonio Marrocco
- Giuseppe Puglia
- Alessandra Simonelli
- Elvisio Di Crescenzo
- Massimo Nesti